# Copa del Món de Futbol de 1998
La XVI Copa del Món es disputà a França, entre el 10 de juny i el 12 de juliol de 1998. França va ser el tercer país en organitzar la Copa del Món de Futbol per segona vegada (després de Mèxic i Itàlia), 60 anys després del mundial organitzat en 1938. Per primera vegada en la fase final de la Copa del Món participaren 32 seleccions nacionals dividides, en una primera ronda, en 8 grups classificant-se les dues primeres de cada grup a vuitens de final i a un sistema d'eliminació directa.
La selecció de França es proclamà campiona per primera vegada en derrotar en la final del torneig, disputada al nou Stade de France (Saint-Denis), la selecció del Brasil per 3-0 amb una brillant participació de Zinédine Zidane. La sorpresa del torneig va ser el combinat de Croàcia que en la seva primera participació després de la independència del país de Iugoslàvia, aconseguí el tercer lloc.
La mascota del torneig era Footix, un gall blau, símbol del país amfitrió.

## Antecedents
França va ser elegida com a seu de la Copa del Món de 1998 per 12 vots a favor, mentre que Marroc n'obtingué sols 7 i Suïssa havia retirat prèviament la seva candidatura. El Comitè Organitzador, presidit per Michel Platini i Fernand Sastre, presentà 10 seus arreu del país, inclosa la construcció de l'Stade de France, a Saint-Denis, als afores de París.
Novament, aquest torneig marcà un rècord de països inscrits per a participar: 170 seleccions que lluitaren per participar en l'event final, en el qual per primera vegada participaven 32 seleccions. Amb aquest increment, el sistema de la primera ronda fou modificat, creant vuit grups, classificant-se a la fase d'eliminació directa els dos primers de cada grup, eliminant la possibilitat de classificació que tenien prèviament els millors tercers.
Amb aquesta nova xifra de participants, més equips de les confederacions d'Àfrica i Àsia participaren a França 1998. Així, Jamaica, Japó i la recentment independitzada Croàcia es classificaren per primera vegada, mentre que Sud-àfrica debutava després d'anys d'exclusió a causa de l'apartheid. Per altra banda, Xile, Iran i Tunísia tornaven al torneig després de molts anys sense participar-hi.

## Països participants
En cursiva, els debutants en la Copa del Món de Futbol.
| Classificatòries | Classificatòries | Classificatòries | Classificatòries                  | Classificatòries | Classificatòries |
| ---------------- | ---------------- | ---------------- | --------------------------------- | ---------------- | ---------------- |
| Àfrica           | Àsia             | Europa           | Amèrica del Nord, Central i Carib | Oceania          | Amèrica del Sud  |

| Alemanya       | Xile          | França     | Nigèria                 |
| Aràbia Saudita | Colòmbia      | Anglaterra | Noruega                 |
| Argentina      | Corea del Sud | Iran       | Paraguai                |
| Àustria        | Croàcia       | Itàlia     | Països Baixos           |
| Bèlgica        | Dinamarca     | Jamaica    | Rep. Fed. de Iugoslàvia |
| Brasil         | Escòcia       | Japó       | Romania                 |
| Bulgària       | Espanya       | Marroc     | Sud-àfrica              |
| Camerun        | Estats Units  | Mèxic      | Tunísia                 |

## Seus
| Saint-Denis                                                  | Marsella                                                                  | París                                                                     | Lió                                                                       |
| ------------------------------------------------------------ | ------------------------------------------------------------------------- | ------------------------------------------------------------------------- | ------------------------------------------------------------------------- |
| Stade de France                                              | Stade Vélodrome                                                           | Parc des Princes                                                          | Stade de Gerland                                                          |
| 48° 55′ 28″ N, 2° 21′ 36″ E / 48.92444°N,2.36000°E           | 43° 16′ 11″ N, 5° 23′ 45″ E / 43.26972°N,5.39583°E                        | 48° 50′ 29″ N, 2° 15′ 11″ E / 48.84139°N,2.25306°E                        | 45° 43′ 26″ N, 4° 49′ 56″ E / 45.72389°N,4.83222°E                        |
| Capacitat: 80.000                                            | Capacitat: 60.000                                                         | Capacitat: 48.875                                                         | Capacitat: 44.000                                                         |
|                                                              |                                                                           |                                                                           |                                                                           |
| Lens                                                         | Saint-DenisMarsellaParísLensLióNantesTolosaSaint-ÉtienneBordeusMontpeller | Saint-DenisMarsellaParísLensLióNantesTolosaSaint-ÉtienneBordeusMontpeller | Saint-DenisMarsellaParísLensLióNantesTolosaSaint-ÉtienneBordeusMontpeller |
| Stade Félix-Bollaert                                         | Saint-DenisMarsellaParísLensLióNantesTolosaSaint-ÉtienneBordeusMontpeller | Saint-DenisMarsellaParísLensLióNantesTolosaSaint-ÉtienneBordeusMontpeller | Saint-DenisMarsellaParísLensLióNantesTolosaSaint-ÉtienneBordeusMontpeller |
| 50° 25′ 58.26″ N, 2° 48′ 53.47″ E / 50.4328500°N,2.8148528°E | Saint-DenisMarsellaParísLensLióNantesTolosaSaint-ÉtienneBordeusMontpeller | Saint-DenisMarsellaParísLensLióNantesTolosaSaint-ÉtienneBordeusMontpeller | Saint-DenisMarsellaParísLensLióNantesTolosaSaint-ÉtienneBordeusMontpeller |
| Capacitat: 41.300                                            | Saint-DenisMarsellaParísLensLióNantesTolosaSaint-ÉtienneBordeusMontpeller | Saint-DenisMarsellaParísLensLióNantesTolosaSaint-ÉtienneBordeusMontpeller | Saint-DenisMarsellaParísLensLióNantesTolosaSaint-ÉtienneBordeusMontpeller |
|                                                              | Saint-DenisMarsellaParísLensLióNantesTolosaSaint-ÉtienneBordeusMontpeller | Saint-DenisMarsellaParísLensLióNantesTolosaSaint-ÉtienneBordeusMontpeller | Saint-DenisMarsellaParísLensLióNantesTolosaSaint-ÉtienneBordeusMontpeller |
| Nantes                                                       | Saint-DenisMarsellaParísLensLióNantesTolosaSaint-ÉtienneBordeusMontpeller | Saint-DenisMarsellaParísLensLióNantesTolosaSaint-ÉtienneBordeusMontpeller | Saint-DenisMarsellaParísLensLióNantesTolosaSaint-ÉtienneBordeusMontpeller |
| Stade de la Beaujoire                                        | Saint-DenisMarsellaParísLensLióNantesTolosaSaint-ÉtienneBordeusMontpeller | Saint-DenisMarsellaParísLensLióNantesTolosaSaint-ÉtienneBordeusMontpeller | Saint-DenisMarsellaParísLensLióNantesTolosaSaint-ÉtienneBordeusMontpeller |
| 47° 15′ 20.27″ N, 1° 31′ 31.35″ O / 47.2556306°N,1.5253750°O | Saint-DenisMarsellaParísLensLióNantesTolosaSaint-ÉtienneBordeusMontpeller | Saint-DenisMarsellaParísLensLióNantesTolosaSaint-ÉtienneBordeusMontpeller | Saint-DenisMarsellaParísLensLióNantesTolosaSaint-ÉtienneBordeusMontpeller |
| Capacitat: 39.500                                            | Saint-DenisMarsellaParísLensLióNantesTolosaSaint-ÉtienneBordeusMontpeller | Saint-DenisMarsellaParísLensLióNantesTolosaSaint-ÉtienneBordeusMontpeller | Saint-DenisMarsellaParísLensLióNantesTolosaSaint-ÉtienneBordeusMontpeller |
|                                                              | Saint-DenisMarsellaParísLensLióNantesTolosaSaint-ÉtienneBordeusMontpeller | Saint-DenisMarsellaParísLensLióNantesTolosaSaint-ÉtienneBordeusMontpeller | Saint-DenisMarsellaParísLensLióNantesTolosaSaint-ÉtienneBordeusMontpeller |
| Tolosa de Llenguadoc                                         | Saint-Étienne                                                             | Bordeus                                                                   | Montpeller                                                                |
| Stadium de Toulouse                                          | Stade Geoffroy-Guichard                                                   | Parc Lescure                                                              | Stade de la Mosson                                                        |
| 43° 34′ 59.93″ N, 1° 26′ 2.57″ E / 43.5833139°N,1.4340472°E  | 45° 27′ 38.76″ N, 4° 23′ 24.42″ E / 45.4607667°N,4.3901167°E              | 44° 49′ 45″ N, 0° 35′ 52″ O / 44.82917°N,0.59778°O                        | 43° 37′ 19.85″ N, 3° 48′ 43.28″ E / 43.6221806°N,3.8120222°E              |
| Capacitat: 37.000                                            | Capacitat: 36.000                                                         | Capacitat: 35.200                                                         | Capacitat: 34.000                                                         |
|                                                              |                                                                           |                                                                           |                                                                           |

## Àrbitres
| Àfrica - Gamal Al-Ghandour - Lucien Bouchardeau - Lim Kee Chong - Ian McLeod Àsia - Abdul Rahman Al-Zeid - Ali Bujsaim - Masayoshi Okada - Pirom Un-Prasert Oceania - Edward Lennie | Europa - Marc Batta - Günter Benkö - Pierluigi Collina - Hugh Dallas - Paul Durkin - José Garcia Aranda - Bernd Heynemann - Nikolai Levnikov - Urs Meier - Vítor Melo Pereira - Kim Milton Nielsen - Rune Pedersen - László Vagner - Mario van der Ende - Ryszard Wojcik | Amèrica del Nord, Central i Carib - Esfandiar Baharmast - Arturo Brizio Carter - Ramesh Ramdhan Amèrica del Sud - Javier Castrilli - Epifanio González - Márcio Rezende de Freitas - Mario Sanchez Yanten - Alberto Tejada - John Toro Rendon |

## Plantilles
Per a la informació de les plantilles de les seleccions classificades per a la Copa del Món de Futbol 1998 vegeu l'article separat: Plantilles de la Copa del Món de futbol 1998.

## Resultats

### Primera Ronda

#### Grup A
| Equip   | Pts | PT | G | E | P | GF | GC | DG |
| ------- | --- | -- | - | - | - | -- | -- | -- |
| Brasil  | 6   | 3  | 2 | 0 | 1 | 6  | 3  | 3  |
| Noruega | 5   | 3  | 1 | 2 | 0 | 5  | 4  | 1  |
| Marroc  | 4   | 3  | 1 | 1 | 1 | 5  | 5  | 0  |
| Escòcia | 1   | 3  | 0 | 1 | 2 | 2  | 6  | -4 |

| Brasil                                   | 2–1   | Escòcia           |
| ---------------------------------------- | ----- | ----------------- |
| César Sampaio 4' Boyd 73' (pròpia porta) | Resum | Collins 38' (pen) |

 Stade de France, Saint-Denis
Assistència: 80,000
Àrbitre: Garcia Aranda (ESP)        
| Marroc              | 2–2   | Noruega                             |
| ------------------- | ----- | ----------------------------------- |
| Hadji 38' Hadda 59' | Resum | Chippo 46' (pròpia porta) Eggen 60' |

 Stade de la Mosson, Montpeller
Assistència: 29,800
Àrbitre: Un-Prasert (THA)        
| Escòcia    | 1–1   | Noruega    |
| ---------- | ----- | ---------- |
| Burley 66' | Resum | H. Flo 46' |

 Parc Lescure, Bordeus
Assistència: 31,800
Àrbitre: Vagner (HUN)        
| Brasil                             | 3–0   | Marroc |
| ---------------------------------- | ----- | ------ |
| Ronaldo 9' Rivaldo 47+' Bebeto 50' | Resum |        |

 Stade de la Beaujoire, Nantes
Assistència: 35,500
Àrbitre: Levnikov (RUS)        
| Brasil     | 1–2   | Noruega                       |
| ---------- | ----- | ----------------------------- |
| Bebeto 78' | Resum | T.A. Flo 83' Rekdal 88' (pen) |

 Stade Vélodrome, Marsella
Assistència: 55,000
Àrbitre: Baharmast (USA)        
| Escòcia | 0–3   | Marroc                    |
| ------- | ----- | ------------------------- |
|         | Resum | Bassir 22', 85' Hadda 46' |

 Stade Geoffroy-Guichard, Saint-Étienne
Assistència: 30,600
Àrbitre: Bujsaim (UAE)        

#### Grup B
| Equip   | Pts | PT | G | E | P | GF | GC | DG |
| ------- | --- | -- | - | - | - | -- | -- | -- |
| Itàlia  | 7   | 3  | 2 | 1 | 0 | 7  | 3  | 4  |
| Xile    | 3   | 3  | 0 | 3 | 0 | 4  | 4  | 0  |
| Àustria | 2   | 3  | 0 | 2 | 1 | 3  | 4  | -1 |
| Camerun | 2   | 3  | 0 | 2 | 1 | 2  | 5  | -3 |

| Itàlia                        | 2–2   | Xile           |
| ----------------------------- | ----- | -------------- |
| Vieri 10' R. Baggio 85' (pen) | Resum | Salas 45', 49' |

 Parc Lescure, Bordeus
Assistència: 31,800
Àrbitre: Bouchardeau (NIG)        
| Camerun    | 1–1   | Àustria     |
| ---------- | ----- | ----------- |
| Njanka 78' | Resum | Polster 90' |

 Stadium, Tolosa
Assistència: 33,460
Àrbitre: González (PAR)        
| Xile      | 1–1   | Àustria    |
| --------- | ----- | ---------- |
| Salas 70' | Resum | Vastić 90' |

 Stade Geoffroy-Guichard, Saint-Étienne
Assistència: 30,600
Àrbitre: Al-Ghandour (EGY)        
| Itàlia                      | 3–0   | Camerun |
| --------------------------- | ----- | ------- |
| Di Biagio 7' Vieri 75', 89' | Resum |         |

 Stade de la Mosson, Montpeller
Assistència: 29,800
Àrbitre: Lennie (AUS)        
| Itàlia                  | 2–1   | Àustria          |
| ----------------------- | ----- | ---------------- |
| Vieri 49' R. Baggio 89' | Resum | Herzog 90' (pen) |

 Stade de France, Saint-Denis
Assistència: 80,000
Àrbitre: Durkin (ENG)        
| Xile       | 1–1   | Camerun   |
| ---------- | ----- | --------- |
| Sierra 20' | Resum | Mboma 55' |

 Stade de la Beaujoire, Nantes
Assistència: 35,500
Àrbitre: Vagner (HUN)        

#### Grup C
| Equip          | Pts | PT | G | E | P | GF | GC | DG |
| -------------- | --- | -- | - | - | - | -- | -- | -- |
| França         | 9   | 3  | 3 | 0 | 0 | 9  | 1  | 8  |
| Dinamarca      | 4   | 3  | 1 | 1 | 1 | 3  | 3  | 0  |
| Sud-àfrica     | 2   | 3  | 0 | 2 | 1 | 3  | 6  | -3 |
| Aràbia Saudita | 1   | 3  | 0 | 1 | 2 | 2  | 7  | -5 |

| Aràbia Saudita | 0–1   | Dinamarca  |
| -------------- | ----- | ---------- |
|                | Resum | Rieper 69' |

 Stade Félix Bollaert, Lens
Assistència: 38,140
Àrbitre: Castrilli (ARG)        
| França                                        | 3–0   | Sud-àfrica |
| --------------------------------------------- | ----- | ---------- |
| Dugarry 34' Issa 77' (pròpia porta) Henry 90' | Resum |            |

 Stade Vélodrome, Marsella
Assistència: 55,077
Àrbitre: Rezende de Freitas (BRA)        
| Sud-àfrica   | 1–1   | Dinamarca   |
| ------------ | ----- | ----------- |
| McCarthy 52' | Resum | Nielsen 13' |

 Stadium, Tolosa
Assistència: 33,300
Àrbitre: Toro Rendon (COL)        
| França                                    | 4–0   | Aràbia Saudita |
| ----------------------------------------- | ----- | -------------- |
| Henry 36', 77' Trézéguet 68' Lizarazu 85' | Resum |                |

 Stade de France, Saint-Denis
Assistència: 80,000
Àrbitre: Brizio Carter (MEX)        
| França                        | 2–1   | Dinamarca            |
| ----------------------------- | ----- | -------------------- |
| Djorkaeff 12' (pen) Petit 56' | Resum | M. Laudrup 42' (pen) |

 Stade Gerland, Lió
Assistència: 39,100
Àrbitre: Collina (ITA)        
| Sud-àfrica               | 2–2   | Aràbia Saudita                           |
| ------------------------ | ----- | ---------------------------------------- |
| Bartlett 19', 94+' (pen) | Resum | Al-Jaber 45' (pen) Al-Thunayan 74' (pen) |

 Parc Lescure, Bordeus
Assistència: 31,800
Àrbitre: Sanchez (CHI)        

#### Grup D
| Equip    | Pts | PT | G | E | P | GF | GC | DG |
| -------- | --- | -- | - | - | - | -- | -- | -- |
| Nigèria  | 6   | 3  | 2 | 0 | 1 | 5  | 5  | 0  |
| Paraguai | 5   | 3  | 1 | 2 | 0 | 3  | 1  | 2  |
| Espanya  | 4   | 3  | 1 | 1 | 1 | 8  | 4  | 4  |
| Bulgària | 1   | 3  | 0 | 1 | 2 | 1  | 7  | -6 |

| Paraguai | 0–0   | Bulgària |
| -------- | ----- | -------- |
|          | Resum |          |

 Stade de la Mosson, Montpeller
Assistència: 27,650
Àrbitre: Al-Zeid (KSA)        
| Espanya             | 2–3   | Nigèria                                               |
| ------------------- | ----- | ----------------------------------------------------- |
| Hierro 21' Raúl 47' | Resum | Adepoju 25' Zubizarreta 73' (pròpia porta) Oliseh 78' |

 Stade de la Beaujoire, Nantes
Assistència: 33,257
Àrbitre: Baharmast (USA)        
| Nigèria    | 1–0   | Bulgària |
| ---------- | ----- | -------- |
| Ikpeba 26' | Resum |          |

 Parc des Princes, París
Assistència: 45,500
Àrbitre: Sanchez (CHI)        
| Espanya | 0–0   | Paraguai |
| ------- | ----- | -------- |
|         | Resum |          |

 Stade Geoffroy-Guichard, Saint-Étienne (Loira)
Assistència: 30,600
Àrbitre: McLeod (RSA)        
| Nigèria   | 1–3   | Paraguai                         |
| --------- | ----- | -------------------------------- |
| Oruma 11' | Resum | Ayala 1' Benítez 59' Cardozo 86' |

 Stadium, Tolosa
Assistència: 33,500
Àrbitre: Un-Prasert (THA)        
| Espanya                                                                                | 6–1   | Bulgària       |
| -------------------------------------------------------------------------------------- | ----- | -------------- |
| Hierro 6' (pen) Luis Enrique 19' Morientes 55', 81' Bachev 88' (pròpia porta) Kiko 90' | Resum | Kostadinov 58' |

 Stade Félix Bollaert, Lens
Assistència: 38,100
Àrbitre: Van der Ende (NED)        

#### Grup E
| Equip         | Pts | PT | G | E | P | GF | GC | DG |
| ------------- | --- | -- | - | - | - | -- | -- | -- |
| Països Baixos | 5   | 3  | 1 | 2 | 0 | 7  | 2  | 5  |
| Mèxic         | 5   | 3  | 1 | 2 | 0 | 7  | 5  | 2  |
| Bèlgica       | 3   | 3  | 0 | 3 | 0 | 3  | 3  | 0  |
| Corea del Sud | 1   | 3  | 0 | 1 | 2 | 2  | 9  | -7 |

| Corea del Sud  | 1–3   | Mèxic                         |
| -------------- | ----- | ----------------------------- |
| Ha Seok-Ju 28' | Resum | Peláez 51' Hernández 74', 84' |

 Stade Gerland, Lió
Assistència: 39.133
Àrbitre: Benkö (AUT)        
| Països Baixos | 0–0   | Bèlgica |
| ------------- | ----- | ------- |
|               | Resum |         |

 Stade de France, Saint-Denis
Assistència: 75.000
Àrbitre: Collina (ITA)        
| Bèlgica          | 2–2   | Mèxic                            |
| ---------------- | ----- | -------------------------------- |
| Wilmots 43', 47' | Resum | García Aspe 55' (pen) Blanco 62' |

 Parc Lescure, Bordeus
Assistència: 31,800
Àrbitre: Dallas (SCO)        
| Països Baixos                                                       | 5–0   | Corea del Sud |
| ------------------------------------------------------------------- | ----- | ------------- |
| Cocu 38' Overmars 42' Bergkamp 71' van Hooijdonk 80' R. de Boer 83' | Resum |               |

 Stade Vélodrome, Marsella
Assistència: 55,000
Àrbitre: Wojcik (POL)        
| Països Baixos          | 2–2   | Mèxic                    |
| ---------------------- | ----- | ------------------------ |
| Cocu 4' R. de Boer 18' | Resum | Peláez 75' Hernández 90' |

 Stade Geoffroy-Guichard, Saint-Étienne (Loira)
Assistència: 30,600
Àrbitre: Al-Zeid (KSA)        
| Bèlgica  | 1–1   | Corea del Sud     |
| -------- | ----- | ----------------- |
| Nilis 7' | Resum | Yoo Sang-Chul 71' |

 Parc des Princes, París
Assistència: 45,500
Àrbitre: Rezende (BRA)        

#### Grup F
| Equip                   | Pts | PT | G | E | P | GF | GC | DG |
| ----------------------- | --- | -- | - | - | - | -- | -- | -- |
| Alemanya                | 7   | 3  | 2 | 1 | 0 | 6  | 2  | 4  |
| Rep. Fed. de Iugoslàvia | 7   | 3  | 2 | 1 | 0 | 4  | 2  | 2  |
| Iran                    | 3   | 3  | 1 | 0 | 2 | 2  | 4  | -2 |
| Estats Units            | 0   | 3  | 0 | 0 | 3 | 1  | 5  | -4 |

| Rep. Fed. de Iugoslàvia | 1–0   | Iran |
| ----------------------- | ----- | ---- |
| Mihajlović 72'          | Resum |      |

 Stade Geoffroy-Guichard, Saint-Étienne (Loira)
Assistència: 30,392
Àrbitre: Tejada (PER)        
| Alemanya                | 2–0   | Estats Units |
| ----------------------- | ----- | ------------ |
| Möller 8' Klinsmann 64' | Resum |              |

 Parc des Princes, París
Assistència: 43,815
Àrbitre: Belqola (MAR)        
| Alemanya                                   | 2–2   | Rep. Fed. de Iugoslàvia    |
| ------------------------------------------ | ----- | -------------------------- |
| Mihajlović 73' (pròpia porta) Bierhoff 80' | Resum | Mijatović 2' Stojković 54' |

 Stade Félix Bollaert, Lens
Assistència: 38,100
Àrbitre: Milton Nielsen (DEN)        
| Estats Units | 1–2   | Iran                      |
| ------------ | ----- | ------------------------- |
| McBride 87'  | Resum | Estili 40' Mahdavikia 84' |

 Stade Gerland, Lió
Assistència: 39,100
Àrbitre: Meier (SUI)        
| Estats Units | 0–1   | Rep. Fed. de Iugoslàvia |
| ------------ | ----- | ----------------------- |
|              | Resum | Komljenović 4'          |

 Stade de la Beaujoire, Nantes
Assistència: 35,500
Àrbitre: Al-Ghandour (EGY)        
| Alemanya                   | 2–0   | Iran |
| -------------------------- | ----- | ---- |
| Bierhoff 50' Klinsmann 57' | Resum |      |

 Stade de la Mosson, Montpeller
Assistència: 29,800
Àrbitre: González (PAR)        

#### Grup G
| Equip      | Pts | PT | G | E | P | GF | GC | DG |
| ---------- | --- | -- | - | - | - | -- | -- | -- |
| Romania    | 7   | 3  | 2 | 1 | 0 | 6  | 3  | 3  |
| Anglaterra | 6   | 3  | 2 | 0 | 1 | 5  | 3  | 2  |
| Colòmbia   | 3   | 3  | 1 | 0 | 2 | 1  | 3  | -2 |
| Tunísia    | 1   | 3  | 0 | 1 | 2 | 1  | 4  | -3 |

| Anglaterra              | 2–0   | Tunísia |
| ----------------------- | ----- | ------- |
| Shearer 43' Scholes 89' | Resum |         |

 Stade Vélodrome, Marsella
Assistència: 54,587
Àrbitre: Okada (JPN)        
| Romania  | 1–0   | Colòmbia |
| -------- | ----- | -------- |
| Ilie 45' | Resum |          |

 Stade Gerland, Lió
Assistència: 37,572
Àrbitre: Chong (MRI)        
| Colòmbia     | 1–0   | Tunísia |
| ------------ | ----- | ------- |
| Preciado 83' | Resum |         |

 Stade de la Mosson, Montpeller
Assistència: 29,800
Àrbitre: Heynemann (GER)        
| Romania                   | 2–1   | Anglaterra |
| ------------------------- | ----- | ---------- |
| Moldovan 47' Petrescu 90' | Resum | Owen 79'   |

 Stadium, Tolosa
Assistència: 33,500
Àrbitre: Batta (FRA)        
| Colòmbia | 0–2   | Anglaterra               |
| -------- | ----- | ------------------------ |
|          | Resum | Anderton 20' Beckham 29' |

 Stade Félix Bollaert, Lens
Assistència: 38.100
Àrbitre: Brizio Carter (MEX)        
| Romania      | 1–1   | Tunísia           |
| ------------ | ----- | ----------------- |
| Moldovan 72' | Resum | Souayah 10' (pen) |

 Stade de France, Saint-Denis
Assistència: 77.000
Àrbitre: Lennie (AUS)        

#### Grup H
| Equip     | Pts | PT | G | E | P | GF | GC | DG |
| --------- | --- | -- | - | - | - | -- | -- | -- |
| Argentina | 9   | 3  | 3 | 0 | 0 | 7  | 0  | 7  |
| Croàcia   | 6   | 3  | 2 | 0 | 1 | 4  | 2  | 2  |
| Jamaica   | 3   | 3  | 1 | 0 | 2 | 3  | 9  | -6 |
| Japó      | 0   | 3  | 0 | 0 | 3 | 1  | 4  | -3 |

| Argentina     | 1–0   | Japó |
| ------------- | ----- | ---- |
| Batistuta 28' | Resum |      |

 Stadium, Tolosa
Assistència: 33,400
Àrbitre: Van der Ende (NED)        
| Jamaica   | 1–3   | Croàcia                             |
| --------- | ----- | ----------------------------------- |
| Earle 45' | Resum | Stanić 27' Prosinečki 53' Šuker 69' |

 Stade Félix Bollaert, Lens
Assistència: 38,058
Àrbitre: Melo Pereira (POR)        
| Japó | 0–1   | Croàcia   |
| ---- | ----- | --------- |
|      | Resum | Šuker 77' |

 Stade de la Beaujoire, Nantes
Assistència: 35,500
Àrbitre: Ramdhan (TRI)        
| Argentina                                     | 5–0   | Jamaica |
| --------------------------------------------- | ----- | ------- |
| Ortega 31', 55' Batistuta 72', 80', 82' (pen) | Resum |         |

 Parc des Princes, París
Assistència: 45,000
Àrbitre: Pedersen (NOR)        
| Argentina  | 1–0   | Croàcia |
| ---------- | ----- | ------- |
| Pineda 36' | Resum |         |

 Parc Lescure, Bordeus
Assistència: 31,800
Àrbitre: Belqola (MAR)        
| Japó         | 1–2   | Jamaica           |
| ------------ | ----- | ----------------- |
| Nakayama 74' | Resum | Whitmore 39', 54' |

 Stade Gerland, Lió
Assistència: 39,100
Àrbitre: Benkö (AUT)        

### Segona fase
|  | Vuitens de final                   | Vuitens de final          |                            |       | Quarts de final | Quarts de final |                      |                      | Semifinals | Semifinals |  |  | Final | Final |
|  |                                    |                           |                            |       |                 |                 |                      |                      |            |            |  |  |       |       |
|  | 27 de juny - París                 |                           |                            |       |                 |                 |                      |                      |            |            |  |  |       |       |
|  |                                    |                           |                            |       |                 |                 |                      |                      |            |            |  |  |       |       |
|  | Brasil                             | 4                         |                            |       |                 |                 |                      |                      |            |            |  |  |       |       |
|  | Brasil                             | 4                         | 3 de juliol - Nantes       |       |                 |                 |                      |                      |            |            |  |  |       |       |
|  | Xile                               | 1                         |                            |       |                 |                 |                      |                      |            |            |  |  |       |       |
|  | Xile                               | 1                         | Brasil                     | 3     |                 |                 |                      |                      |            |            |  |  |       |       |
|  | 28 de juny - Saint-Denis           |                           | Brasil                     | 3     |                 |                 |                      |                      |            |            |  |  |       |       |
|  |                                    | Dinamarca                 | 2                          |       |                 |                 |                      |                      |            |            |  |  |       |       |
|  | Nigèria                            | Dinamarca                 | 2                          | 1     |                 |                 |                      |                      |            |            |  |  |       |       |
|  | Nigèria                            |                           | 7 de juliol - Marsella     | 1     |                 |                 |                      |                      |            |            |  |  |       |       |
|  | Dinamarca                          | 4                         |                            |       |                 |                 |                      |                      |            |            |  |  |       |       |
|  | Dinamarca                          | 4                         | Brasil (pen.)              | 1 (4) |                 |                 |                      |                      |            |            |  |  |       |       |
|  | 29 de juny - Tolosa                |                           | Brasil (pen.)              | 1 (4) |                 |                 |                      |                      |            |            |  |  |       |       |
|  |                                    | Països Baixos             | 1 (2)                      |       |                 |                 |                      |                      |            |            |  |  |       |       |
|  | Països Baixos                      | Països Baixos             | 1 (2)                      | 2     |                 |                 |                      |                      |            |            |  |  |       |       |
|  | Països Baixos                      | 4 de juliol - Marsella    |                            | 2     |                 |                 |                      |                      |            |            |  |  |       |       |
|  | Iugoslàvia                         | 1                         |                            |       |                 |                 |                      |                      |            |            |  |  |       |       |
|  | Iugoslàvia                         | 1                         | Països Baixos              | 2     |                 |                 |                      |                      |            |            |  |  |       |       |
|  | 30 de juny - Saint-Étienne (Loira) |                           | Països Baixos              | 2     |                 |                 |                      |                      |            |            |  |  |       |       |
|  |                                    | Argentina                 | 1                          |       |                 |                 |                      |                      |            |            |  |  |       |       |
|  | Argentina (pen.)                   | Argentina                 | 1                          | 2 (4) |                 |                 |                      |                      |            |            |  |  |       |       |
|  | Argentina (pen.)                   |                           | 12 de juliol - Saint-Denis | 2 (4) |                 |                 |                      |                      |            |            |  |  |       |       |
|  | Anglaterra                         | 2 (3)                     |                            |       |                 |                 |                      |                      |            |            |  |  |       |       |
|  | Anglaterra                         | 2 (3)                     | Brasil                     | 0     |                 |                 |                      |                      |            |            |  |  |       |       |
|  | 27 de juny - Marsella              |                           | Brasil                     | 0     |                 |                 |                      |                      |            |            |  |  |       |       |
|  |                                    | França                    | 3                          |       |                 |                 |                      |                      |            |            |  |  |       |       |
|  | Itàlia                             | França                    | 3                          | 1     |                 |                 |                      |                      |            |            |  |  |       |       |
|  | Itàlia                             | 3 de juliol - Saint-Denis |                            | 1     |                 |                 |                      |                      |            |            |  |  |       |       |
|  | Noruega                            | 0                         |                            |       |                 |                 |                      |                      |            |            |  |  |       |       |
|  | Noruega                            | 0                         | Itàlia                     | 0 (3) |                 |                 |                      |                      |            |            |  |  |       |       |
|  | 28 de juny - Lens                  |                           | Itàlia                     | 0 (3) |                 |                 |                      |                      |            |            |  |  |       |       |
|  |                                    | França (pen.)             | 0 (4)                      |       |                 |                 |                      |                      |            |            |  |  |       |       |
|  | França (pr.)                       | França (pen.)             | 0 (4)                      | 1     |                 |                 |                      |                      |            |            |  |  |       |       |
|  | França (pr.)                       |                           | 8 de juliol - Saint-Denis  | 1     |                 |                 |                      |                      |            |            |  |  |       |       |
|  | Paraguai                           | 0                         |                            |       |                 |                 |                      |                      |            |            |  |  |       |       |
|  | Paraguai                           | 0                         | França                     | 2     |                 |                 |                      |                      |            |            |  |  |       |       |
|  | 29 de juny - Montpeller            |                           | França                     | 2     |                 |                 |                      |                      |            |            |  |  |       |       |
|  |                                    | Croàcia                   | 1                          |       | Tercer lloc     | Tercer lloc     |                      |                      |            |            |  |  |       |       |
|  | Alemanya                           | Croàcia                   | 1                          | 2     | Tercer lloc     | Tercer lloc     |                      |                      |            |            |  |  |       |       |
|  | Alemanya                           | 4 de juliol - Lió         | 4 de juliol - Lió          | 2     |                 |                 | 11 de juliol - París | 11 de juliol - París |            |            |  |  |       |       |
|  | Mèxic                              | 4 de juliol - Lió         | 4 de juliol - Lió          | 1     |                 |                 | 11 de juliol - París | 11 de juliol - París |            |            |  |  |       |       |
|  | Mèxic                              | Alemanya                  | 0                          | 1     | Països Baixos   | 1               |                      |                      |            |            |  |  |       |       |
|  | 30 de juny - Bordeus               | Alemanya                  | 0                          |       | Països Baixos   | 1               |                      |                      |            |            |  |  |       |       |
|  |                                    | Croàcia                   | 3                          |       | Croàcia         | 2               |                      |                      |            |            |  |  |       |       |
|  | Romania                            | Croàcia                   | 3                          | 0     | Croàcia         | 2               |                      |                      |            |            |  |  |       |       |
|  | Romania                            |                           |                            | 0     |                 |                 |                      |                      |            |            |  |  |       |       |
|  | Croàcia                            | 1                         |                            |       |                 |                 |                      |                      |            |            |  |  |       |       |
|  | Croàcia                            | 1                         |                            |       |                 |                 |                      |                      |            |            |  |  |       |       |

#### Vuitens de final
| Itàlia    | 1–0   | Noruega |
| --------- | ----- | ------- |
| Vieri 18' | Resum |         |

 Stade Vélodrome, Marsella
Assistència: 55,000
Àrbitre: Heynemann (Alemanya)        
| Brasil                                         | 4–1   | Xile      |
| ---------------------------------------------- | ----- | --------- |
| César Sampaio 11', 27' Ronaldo 46+' (pen), 70' | Resum | Salas 68' |

 Parc des Princes, París
Assistència: 45,500
Àrbitre: Batta (França)        
| França          | 1–0 (pr.) | Paraguai |
| --------------- | --------- | -------- |
| Blanc 113' (GG) | Resum     |          |

 Stade Félix Bollaert, Lens
Assistència: 38.100
Àrbitre: Bujsaim (UAE)        
| Nigèria       | 1–4   | Dinamarca                                    |
| ------------- | ----- | -------------------------------------------- |
| Babangida 78' | Resum | Møller 3' B. Laudrup 12' Sand 60' Helveg 76' |

 Stade de France, Saint-Denis
Assistència: 77.000
Àrbitre: Meier (Suïssa)        
| Alemanya                   | 2–1   | Mèxic         |
| -------------------------- | ----- | ------------- |
| Klinsmann 75' Bierhoff 86' | Resum | Hernández 47' |

 Stade de la Mosson, Montpeller
Assistència: 29.800
Àrbitre: Melo Pereira (Portugal)        
| Països Baixos            | 2–1   | Rep. Fed. de Iugoslàvia |
| ------------------------ | ----- | ----------------------- |
| Bergkamp 38' Davids 92+' | Resum | Komljenović 48'         |

 Stadium, Tolosa
Assistència: 33,500
Àrbitre: Garcia Aranda (Espanya)        
| Romania | 0–1   | Croàcia          |
| ------- | ----- | ---------------- |
|         | Resum | Šuker 47+' (pen) |

 Parc Lescure, Bordeus
Assistència: 31,800
Àrbitre: Castrilli (Argentina)        
| Argentina                       | 2–2 (pr.) (4–3 pen.) | Anglaterra                 |
| ------------------------------- | -------------------- | -------------------------- |
| Batistuta 6' (pen) Zanetti 46+' | Resum                | Shearer 10' (pen) Owen 16' |

 Stade Geoffroy-Guichard, Saint-Étienne
Assistència: 30,600
Àrbitre: Milton Nielsen (Dinamarca)        
|                                               |       | Penals                                      |  |
| Berti: Crespo: Seaman Verón: Gallardo: Ayala: | 4 - 3 | Shearer: Ince: Roa Merson: Owen: Batty: Roa |  |

#### Quarts de final
| França | 0–0 (pr.) (4–3 pen.) | Itàlia |
| ------ | -------------------- | ------ |
|        | Resum                |        |

 Stade de France, Saint-Denis
Assistència: 77,000
Àrbitre: Dallas (Escòcia)        
|                                                     |     | Penals                                                     |  |
| Zidane: Lizarazu: Pagliuca Trézéguet: Henry: Blanc: | 4—3 | R. Baggio: Albertini: Barthez Costacurta: Vieri Di Biagio: |  |

| Brasil                      | 3–2   | Dinamarca                   |
| --------------------------- | ----- | --------------------------- |
| Bebeto 11' Rivaldo 27', 60' | Resum | Jørgensen 2' B. Laudrup 50' |

 Stade de la Beaujoire, Nantes
Assistència: 35,500
Àrbitre: Al-Ghandour (Egypt)        
| Països Baixos             | 2–1   | Argentina         |
| ------------------------- | ----- | ----------------- |
| Kluivert 12' Bergkamp 89' | Resum | Claudio López 17' |

 Stade Vélodrome, Marsella
Assistència: Assistència: 55,000
Àrbitre: Brizio Carter (Mèxic)        
| Alemanya | 0–3   | Croàcia                          |
| -------- | ----- | -------------------------------- |
|          | Resum | Jarni 48+' Vlaović 80' Šuker 85' |

 Stade Gerland, Lió
Assistència: 39,100
Àrbitre: Pedersen (Norway)        

#### Semifinals
| Brasil      | 1–1 (pr.) (4–2 pen.) | Països Baixos |
| ----------- | -------------------- | ------------- |
| Ronaldo 46' | Resum                | Kluivert 87'  |

 Stade Vélodrome, Marsella
Assistència: 54.000
Àrbitre: Bujsaim (UAE)        
|                                   |     | Penals                                  |  |
| Ronaldo: Rivaldo: Emerson: Dunga: | 4–2 | F. de Boer: Bergkamp: Cocu: R. de Boer: |  |

| França          | 2–1   | Croàcia   |
| --------------- | ----- | --------- |
| Thuram 47', 69' | Resum | Šuker 46' |

 Stade de France, Saint-Denis
Assistència: 76.000
Àrbitre: Garcia Aranda (Espanya)        

#### 3r i 4t lloc
| Països Baixos | 1–2   | Croàcia                  |
| ------------- | ----- | ------------------------ |
| Zenden 21'    | Resum | Prosinečki 13' Šuker 35' |

 Parc des Princes, París
Assistència: 45.500
Àrbitre: González (Paraguay)        

#### Final
| França                       | 3–0 | Brasil |
| ---------------------------- | --- | ------ |
| Zidane 27', 45'+1' Petit 90' |     |        |

 Stade de France, Saint-Denis
Àrbitre: Said Belqola (Marroc) 
Assistència: 75.000        
| FRANÇA                                                                           | BRASIL                                                 |
| -------------------------------------------------------------------------------- | ------------------------------------------------------ |
| 16 Fabien Barthez                                                                | 1 Claudio Taffarel                                     |
| 8 Marcel Desailly                                                                | 2 Cafú                                                 |
| 3 Bixente Lizarazu                                                               | 4 Júnior Baiano                                        |
| 15 Lilian Thuram                                                                 | 3 Aldair                                               |
| 18 Frank Leboeuf                                                                 | 6 Roberto Carlos                                       |
| 7 Didier Deschamps (C)                                                           | 5 César Sampaio                                        |
| 6 Youri Djorkaeff                                                                | 18 Leonardo                                            |
| 10 Zinédine Zidane                                                               | 8 Dunga (C)                                            |
| 19 Christian Karembeu                                                            | 10 Rivaldo                                             |
| 17 Emmanuel Petit                                                                | 9 Ronaldo                                              |
| 9 Stéphane Guivarc'h                                                             | 20 Bebeto                                              |
| DT Aimé Jacquet                                                                  | DT Mario Zagallo                                       |
| Canvis Boghossian (Karembeu, 56') Dugarry (Guivarch, 66') Vieira (Djorkaeff 74') | Canvis Denílson (Leonardo, 46') Edmundo (Sampaio, 57') |
| Amonestats Desailly (2') (68') Deschamps Karembeu                                | Amonestats Júnior Baiano                               |

| França          |
| Campió · França |

## Classificació final

Mapa segons els resultats de 1998

| Equip | Equip                   | Pts | PJ | PG | PE | PP | GF | GC | Dif | Rend  |
| ----- | ----------------------- | --- | -- | -- | -- | -- | -- | -- | --- | ----- |
| 1     | França                  | 19  | 7  | 6  | 1  | 0  | 15 | 2  | +13 | 90,5% |
| 2     | Brasil                  | 13  | 7  | 4  | 1  | 2  | 14 | 10 | +4  | 61,9% |
| 3     | Croàcia                 | 15  | 7  | 5  | 0  | 2  | 11 | 5  | +6  | 71,4% |
| 4     | Països Baixos           | 12  | 7  | 3  | 3  | 1  | 13 | 7  | +6  | 57,1% |
| 5     | Itàlia                  | 11  | 5  | 3  | 2  | 0  | 8  | 4  | +4  | 73,3% |
| 6     | Argentina               | 10  | 5  | 3  | 1  | 1  | 10 | 3  | +7  | 66,7% |
| 7     | Alemanya                | 10  | 5  | 3  | 1  | 1  | 8  | 6  | +2  | 66,7% |
| 8     | Dinamarca               | 7   | 5  | 2  | 1  | 2  | 9  | 7  | +2  | 46,7% |
| 9     | Anglaterra              | 7   | 4  | 2  | 1  | 1  | 7  | 4  | +3  | 58,3% |
| 10    | Rep. Fed. de Iugoslàvia | 7   | 4  | 2  | 1  | 1  | 5  | 3  | +2  | 58,3% |
| 11    | Romania                 | 7   | 4  | 2  | 1  | 1  | 4  | 4  | 0   | 58,3% |
| 12    | Nigèria                 | 6   | 4  | 2  | 0  | 2  | 6  | 9  | -3  | 50,0% |
| 13    | Mèxic                   | 5   | 4  | 1  | 2  | 1  | 8  | 7  | +1  | 41,7% |
| 14    | Paraguai                | 5   | 4  | 1  | 2  | 1  | 3  | 2  | +1  | 41,7% |
| 15    | Noruega                 | 5   | 4  | 1  | 2  | 1  | 5  | 5  | 0   | 41,7% |
| 16    | Xile                    | 3   | 4  | 0  | 3  | 1  | 5  | 8  | -3  | 25,0% |
| 17    | Espanya                 | 4   | 3  | 1  | 1  | 1  | 8  | 4  | +4  | 44,4% |
| 18    | Marroc                  | 4   | 3  | 1  | 1  | 1  | 5  | 5  | 0   | 44,4% |
| 19    | Bèlgica                 | 3   | 3  | 0  | 3  | 0  | 3  | 3  | 0   | 33,3% |
| 20    | Iran                    | 3   | 3  | 1  | 0  | 2  | 2  | 4  | -2  | 33,3% |
| 21    | Colòmbia                | 3   | 3  | 1  | 0  | 2  | 1  | 3  | -2  | 33,3% |
| 22    | Jamaica                 | 3   | 3  | 1  | 0  | 2  | 3  | 9  | -6  | 33,3% |
| 23    | Àustria                 | 2   | 3  | 0  | 2  | 1  | 3  | 4  | -1  | 22,2% |
| 24    | Sud-àfrica              | 2   | 3  | 0  | 2  | 1  | 3  | 6  | -3  | 22,2% |
| 25    | Camerun                 | 2   | 3  | 0  | 2  | 1  | 2  | 5  | -3  | 22,2% |
| 26    | Tunísia                 | 1   | 3  | 0  | 1  | 2  | 1  | 4  | -3  | 11,1% |
| 27    | Escòcia                 | 1   | 3  | 0  | 1  | 2  | 2  | 6  | -4  | 11,1% |
| 28    | Aràbia Saudita          | 1   | 3  | 0  | 1  | 2  | 2  | 7  | -5  | 11,1% |
| 29    | Bulgària                | 1   | 3  | 0  | 1  | 2  | 1  | 7  | -6  | 11,1% |
| 30    | Corea del Sud           | 1   | 3  | 0  | 1  | 2  | 2  | 9  | -7  | 11,1% |
| 31    | Japó                    | 0   | 3  | 0  | 0  | 3  | 1  | 4  | -3  | 0,00% |
| 32    | Estats Units            | 0   | 3  | 0  | 0  | 3  | 1  | 5  | -4  | 0,00% |

## Golejadors
| 6 gols - Davor Šuker 5 gols - Gabriel Batistuta - Christian Vieri 4 gols - Ronaldo - Marcelo Salas - Luis Hernández 3 gols - Bebeto - César Sampaio - Rivaldo - Thierry Henry - Oliver Bierhoff - Jürgen Klinsmann - Dennis Bergkamp 2 Gols - Ariel Ortega - Marc Wilmots - Robert Prosinečki - Brian Laudrup - Alan Shearer - Michael Owen - Emmanuel Petit - Lilian Thuram - Zinédine Zidane - Roberto Baggio - Theodore Whitmore - Ricardo Peláez - Salaheddine Bassir - Abdeljalil Hadda - Phillip Cocu - Ronald de Boer - Patrick Kluivert - Viorel Moldovan - Shaun Bartlett - Fernando Hierro - Kiko - Fernando Morientes - Slobodan Komljenović | 1 gol - Claudio López - Mauricio Pineda - Javier Zanetti - Andreas Herzog - Toni Polster - Ivica Vastić - Luc Nilis - Emil Kostadinov - Patrick Mboma - Pierre Njanka - José Luis Sierra - Léider Preciado - Robert Jarni - Mario Stanić - Goran Vlaović - Thomas Helveg - Martin Jørgensen - Michael Laudrup - Peter Møller - Allan Nielsen - Marc Rieper - Ebbe Sand - Darren Anderton - David Beckham - Paul Scholes - Laurent Blanc - Youri Djorkaeff - Christophe Dugarry - Bixente Lizarazu - David Trezeguet - Andreas Möller - Mehdi Mahdavikia - Hamid Reza Estili - Luigi Di Biagio - Robbie Earle - Masashi Nakayama - Cuauhtémoc Blanco - Alberto García Aspe | - Mustapha Hadji - Edgar Davids - Marc Overmars - Pierre van Hooijdonk - Boudewijn Zenden - Mutiu Adepoju - Tijjani Babangida - Victor Ikpeba - Garba Lawal - Sunday Oliseh - Wilson Oruma - Dan Eggen - Håvard Flo - Tore André Flo - Kjetil Rekdal - Celso Ayala - Miguel Ángel Benítez - José Cardozo - Adrian Ilie - Dan Petrescu - Sami Al-Jaber - Yousuf Al-Thunayan - Craig Burley - John Collins - Benni McCarthy - Ha Seok-Ju - Yoo Sang-Chul - Luis Enrique - Raúl - Skander Souayah - Brian McBride - Siniša Mihajlović - Predrag Mijatović - Dragan Stojković Gols en pròpia porta - Youssef Chippo (per Noruega) - Tom Boyd (per Brasil) - Pierre Issa (per França) - Siniša Mihajlović (per Alemanya) |

## Guardons
| Bota d'Or   | Pilota d'Or | Premi Lev Iaixin | Premi al Joc Net    | Premi a l'Equip Més Entretingut |
| ----------- | ----------- | ---------------- | ------------------- | ------------------------------- |
| Davor Šuker | Ronaldo     | Fabien Barthez   | Anglaterra · França | França                          |

### Equip ideal
| Porters                              | Defenses                                                                          | Centrecampistes                                                    | Davanters                                               |
| ------------------------------------ | --------------------------------------------------------------------------------- | ------------------------------------------------------------------ | ------------------------------------------------------- |
| Fabien Barthez · José Luis Chilavert | Roberto Carlos · Marcel Desailly · Lilian Thuram · Frank de Boer · Carlos Gamarra | Dunga · Rivaldo · Michael Laudrup · Zinédine Zidane · Edgar Davids | Ronaldo · Davor Šuker · Brian Laudrup · Dennis Bergkamp |